# Кубок Словенії з футболу 2011—2012
Кубок Словенії з футболу 2011–2012 — 21-й розіграш кубкового футбольного турніру в Словенії. Титул всьоме здобув Марибор.

## Календар
| Раунд        | Дата                          | Матчі | Клуби   |
| ------------ | ----------------------------- | ----- | ------- |
| Перший раунд | 23-24 серпня 2011             | 10    | 26 → 16 |
| 1/8 фіналу   | 6 вересня - 8 жовтня 2011     | 8     | 16 → 8  |
| 1/4 фіналу   | 18 жовтня - 16 листопада 2011 | 8     | 8 → 4   |
| 1/2 фіналу   | 11/18 квітня 2012             | 4     | 4 → 2   |
| Фінал        | 23 травня 2012                | 1     | 2 → 1   |

## Перший раунд
| Команда 1             | Рахунок         | Команда 2     |
| --------------------- | --------------- | ------------- |
| 23 серпня 2011        |                 |               |
| Кршко (2)             | 0:2             | Нафта         |
| 24 серпня 2011        |                 |               |
| Лимбуш Пекре (4)      | 0:6             | Заврч (3)     |
| Крка (3)              | 3:3 дч пен. 8:9 | Толмин (3)    |
| Порторож Піран (4)    | 1:6             | Шенчур (2)    |
| Хотиза (4)            | 0:5             | Горіца        |
| Малечник (3)          | 1:2             | Інтерблок (2) |
| Вержей (3)            | 2:3             | Одранці (3)   |
| Бритоф (4)            | 1:2             | Триглав       |
| Град (3)              | 1:3             | Цельє         |
| Ілірська Бистриця (3) | 1:2             | Рудар         |

## 1/8 фіналу
| Команда 1       | Рахунок | Команда 2         |
| --------------- | ------- | ----------------- |
| 6 вересня 2011  |         |                   |
| Триглав         | 0:3     | Цельє             |
| 14 вересня 2011 |         |                   |
| Шентюр (4)      | 0:10    | Рудар             |
| Шенчур (2)      | 1:0     | Нафта             |
| Заврч (3)       | 5:0     | Домжале           |
| Одранці (3)     | 0:7     | Інтерблок (2)     |
| Толмин (3)      | 1:2     | Горіца            |
| Копер           | 2:0     | Олімпія (Любляна) |
| 8 жовтня 2011   |         |                   |
| Адріа (3)       | 0:2     | Марибор           |

## 1/4 фіналу
| Команда 1                   | Заг.    | Команда 2 | 1-й матч | 2-й матч |
| --------------------------- | ------- | --------- | -------- | -------- |
| 18/25 жовтня 2011           |         |           |          |          |
| Рудар                       | 3:2     | Горіца    | 2:1      | 1:1      |
| 19/26 жовтня 2011           |         |           |          |          |
| Інтерблок (2)               | 2:7     | Цельє     | 2:0      | 0:7      |
| 19 жовтня/2 листопада 2011  |         |           |          |          |
| Шенчур (2)                  | 2:2 (ч) | Копер     | 0:0      | 2:2      |
| 26 жовтня/16 листопада 2011 |         |           |          |          |
| Заврч (3)                   | 3:4     | Марібор   | 3:3      | 0:1      |

## 1/2 фіналу
| Команда 1         | Заг.         | Команда 2 | 1-й матч | 2-й матч |
| ----------------- | ------------ | --------- | -------- | -------- |
| 11/18 квітня 2012 |              |           |          |          |
| Шенчур (2)        | 2:2 пен. 7:8 | Цельє     | 1:1      | 1:1 дч   |
| Рудар             | 4:8          | Марібор   | 2:4      | 2:4      |

## Фінал
| 23 травня 2012 21:45 (EEST) |

| Цельє                | 2:2 дч   | Марібор             |
| -------------------- | -------- | ------------------- |
| Ромих 36' Вербич 92' | Протокол | Волаш 46' Чрнич 99' |

| Стожиці, Любляна Глядачів: 3 000 Арбітр: Матей Юг |

|                                           |     | Пенальті                                      |  |
| Вербич · Гобец · Безьяк · Ромих · Центрих | 2:3 | Цвіянович · Райчевич · Волаш · Меяц · Таварес |  |